# Bisdom Oliveira
Het bisdom Oliveira (Latijn: Dioecesis Oliveirensis) is een rooms-katholiek bisdom met als zetel Oliveira, in Brazilië. Het bisdom is suffragaan aan het aartsbisdom Belo Horizonte.

## Geschiedenis
Het bisdom werd opgericht op 20 december 1941, uit delen van het aartsbisdom Belo Horizonte.  

## Parochies
Het bisdom had in 2021 een oppervlakte van 7.990 km2 en telde 299.680 inwoners waarvan 87,3% rooms-katholiek was.

## Bisschoppen
- José de Medeiros Leite (14 augustus 1945 - 6 maart 1977)
- Antônio Carlos Mesquita (6 maart 1977 - 16 december 1983; coadjutor sinds 8 april 1974)
- Francisco Barroso Filho (21 december 1983 - 20 oktober 2004)
- Jésus Rocha (20 oktober 2004 - 13 juli 2006)
- Miguel Ângelo Freitas Ribeiro (31 oktober 2007 - heden)

Belo Horizonte (aartsbisdom) · Divinópolis · Luz · Oliveira · Sete Lagoas